# Roland Martin
Roland Martin (Tuttlingen, 1927) is een Duitse beeldhouwer.

## Leven en werk
Roland Martin studeerde van 1946 tot 1951 bij Hans Ludwig Pfeiffer en Paul Kälberer aan de Bernsteinschule in Sulz am Neckar-Glatt. In 1950 bezocht hij gedurende korte tijd de Staatliche Akademie der Bildenden Künste Karlsruhe in Freiburg im Breisgau, waar hij studeerde bij Wilhelm Gerstel. Van 1951 tot 1952 was hij een leerling van de beeldhouwer Fritz Nuss, aansluitend was hij als zelfstandig beeldhouwer werkzaam.
Tot 1980 werkte Martin nog abstract, zoals zijn sculpturen Abstraktes Relief,  Konkretes Relief en Freiplastik laten zien, met de materialen metaal en aluminium. Halverwege de zeventiger jaren begon hij in toenemende mate de menselijk figuur af te beelden. Met zijn Figurengruppen in brons, aluminium of pleister, beeldt de kunstenaar sociale relaties uit.
Roland Martin is lid van de Künstlerbund Baden-Württemberg en de Deutsche Künstlerbund.

## Werken (selectie)
- 1959: Abstraktes Relief in Tuttlingen
- 1963: Ehrenmal, voormalig werk- en strafkamp Spaichingen (nevenkamp van concentratiekamp Natzweiler-Struthof)
- 1964: Konkretes Relief, Wasserschloss Sulz-Glatt
- 1974: ohne Titel, Uniklinik in Freiburg im Breisgau
- 1978: Freiplastik in Tuttlingen
- 1981: Windräder in Tuttlingen
- 1981: Drei Sitzende in Tuttlingen
- 1985: Familie in Sindelfingen
- 1995: Er ist schon tot, weiß es nur noch nicht, Wasserschloss Sulz-Glatt
- 2006: Dammglonker in Langenargen

## Fotogalerij

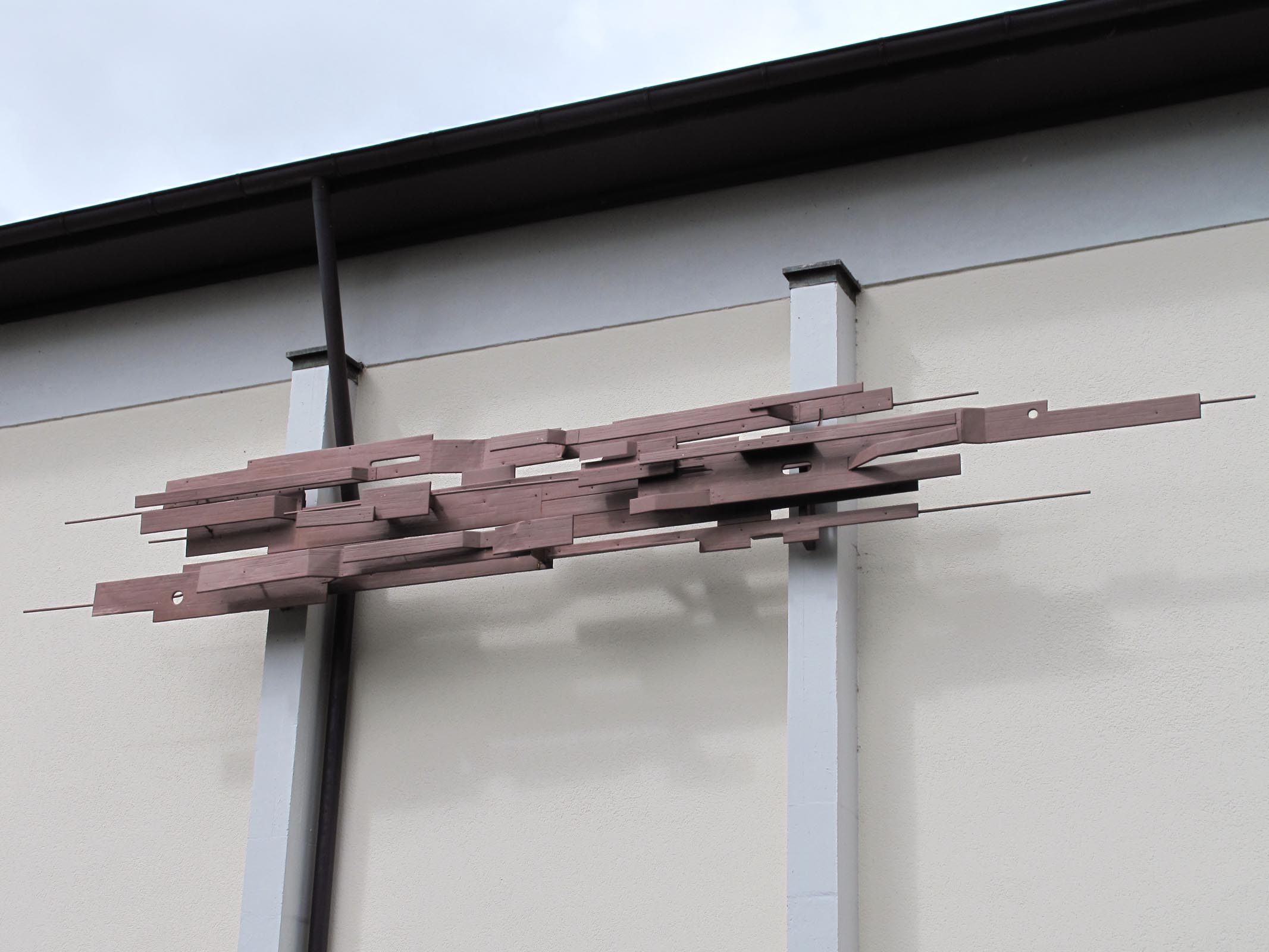
Abstraktes Relief 1959
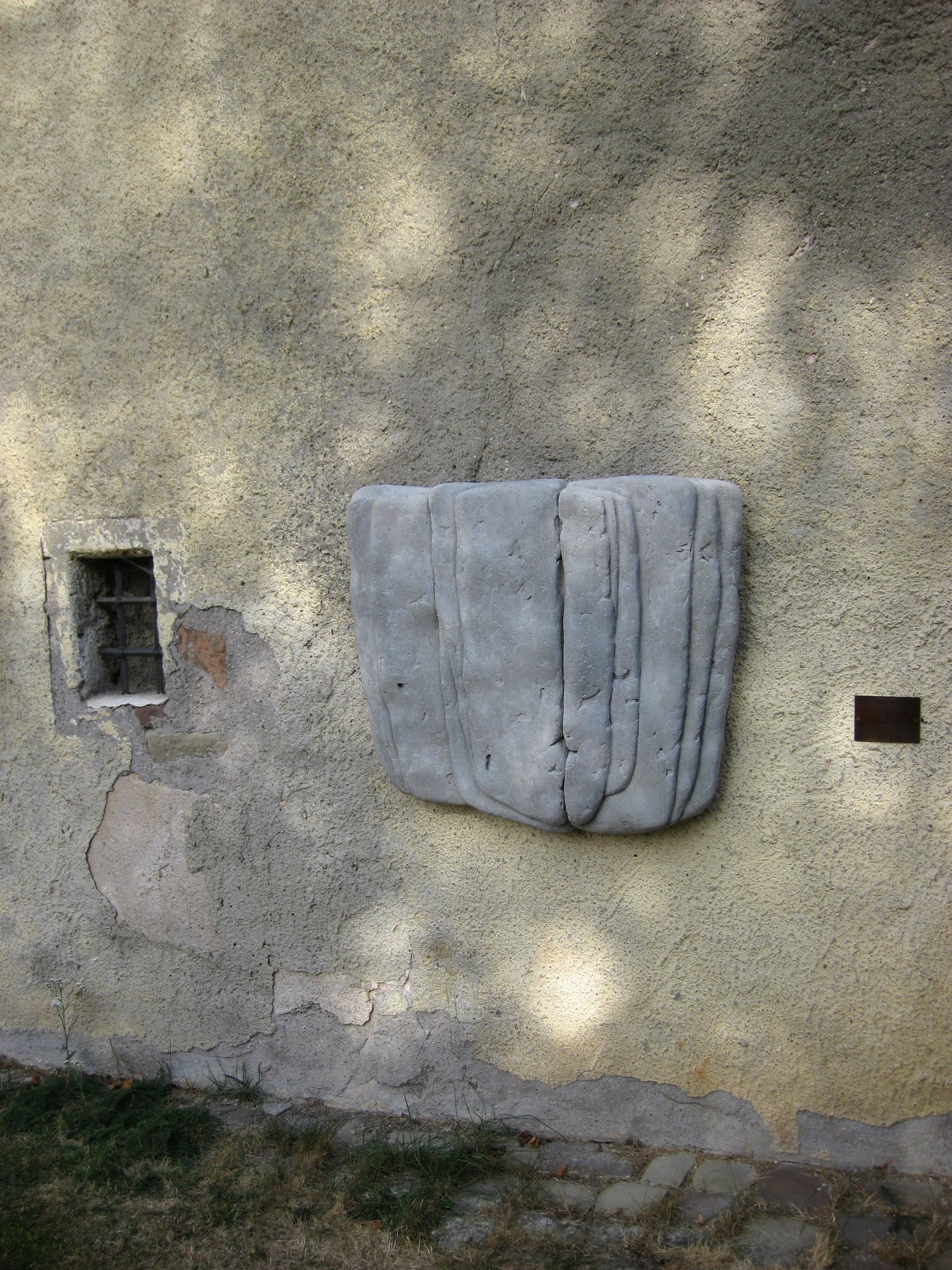
Zement Relief 1964
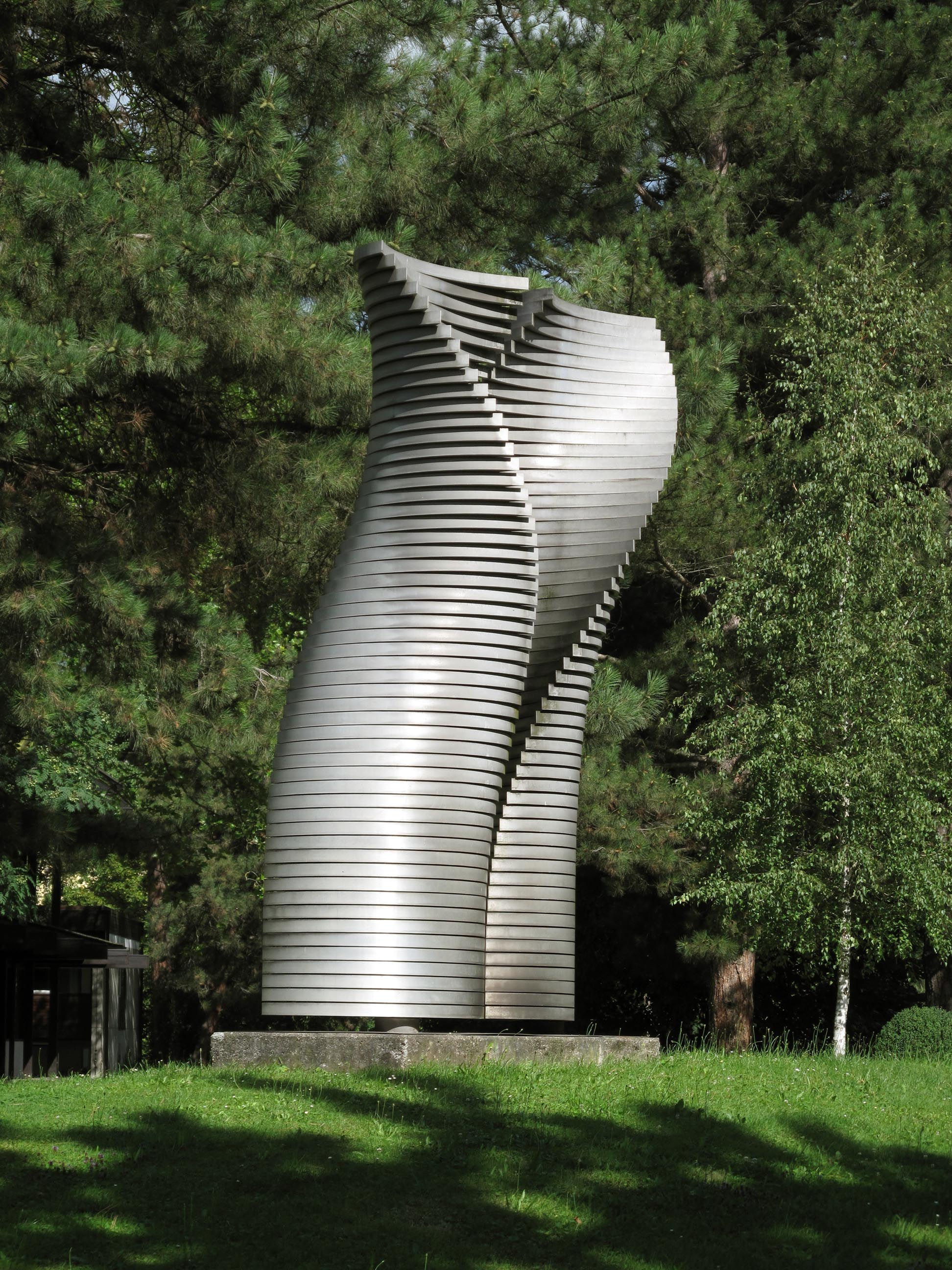
Ohne Titel (1974)
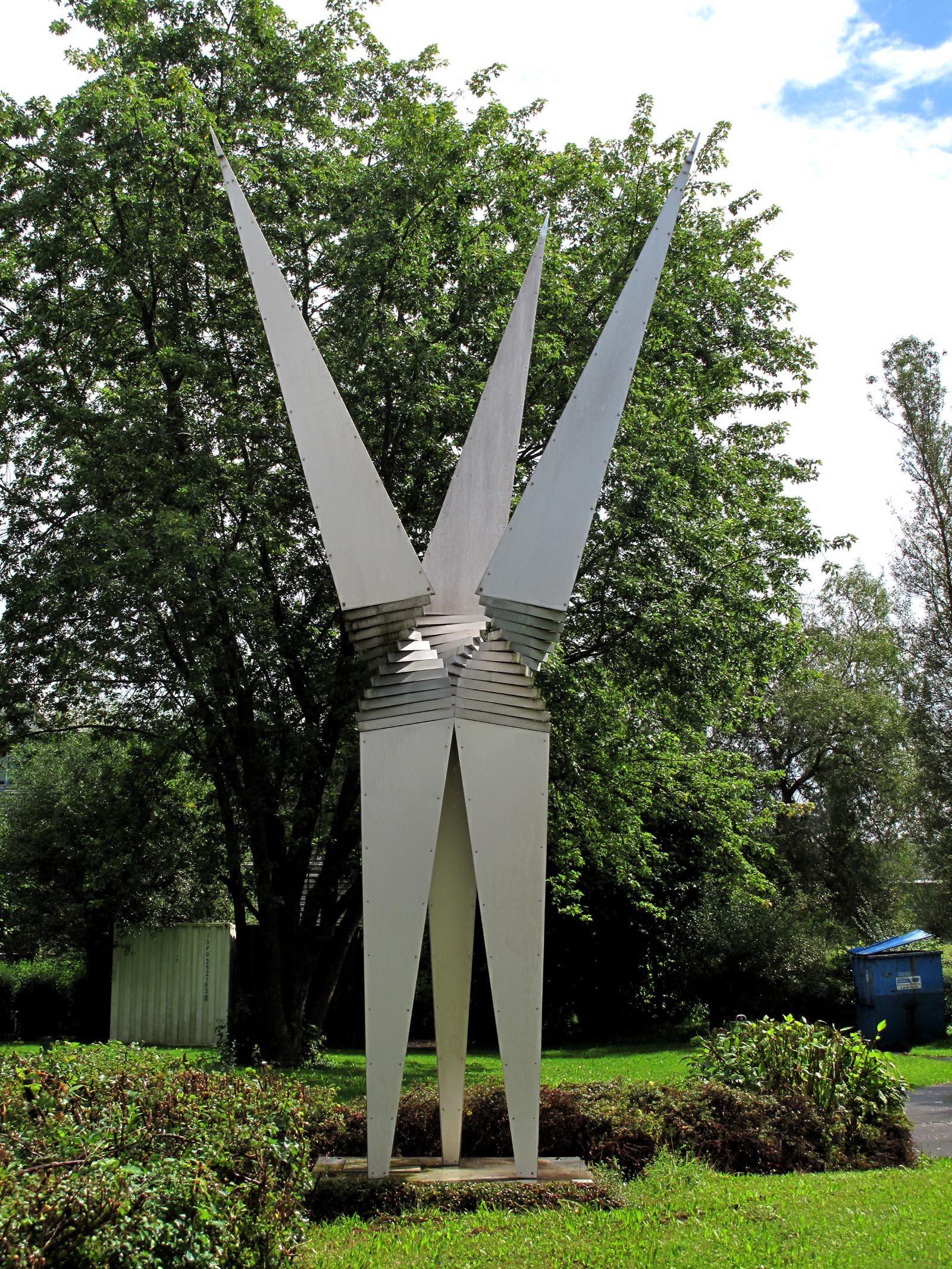
Freiplastik 1978
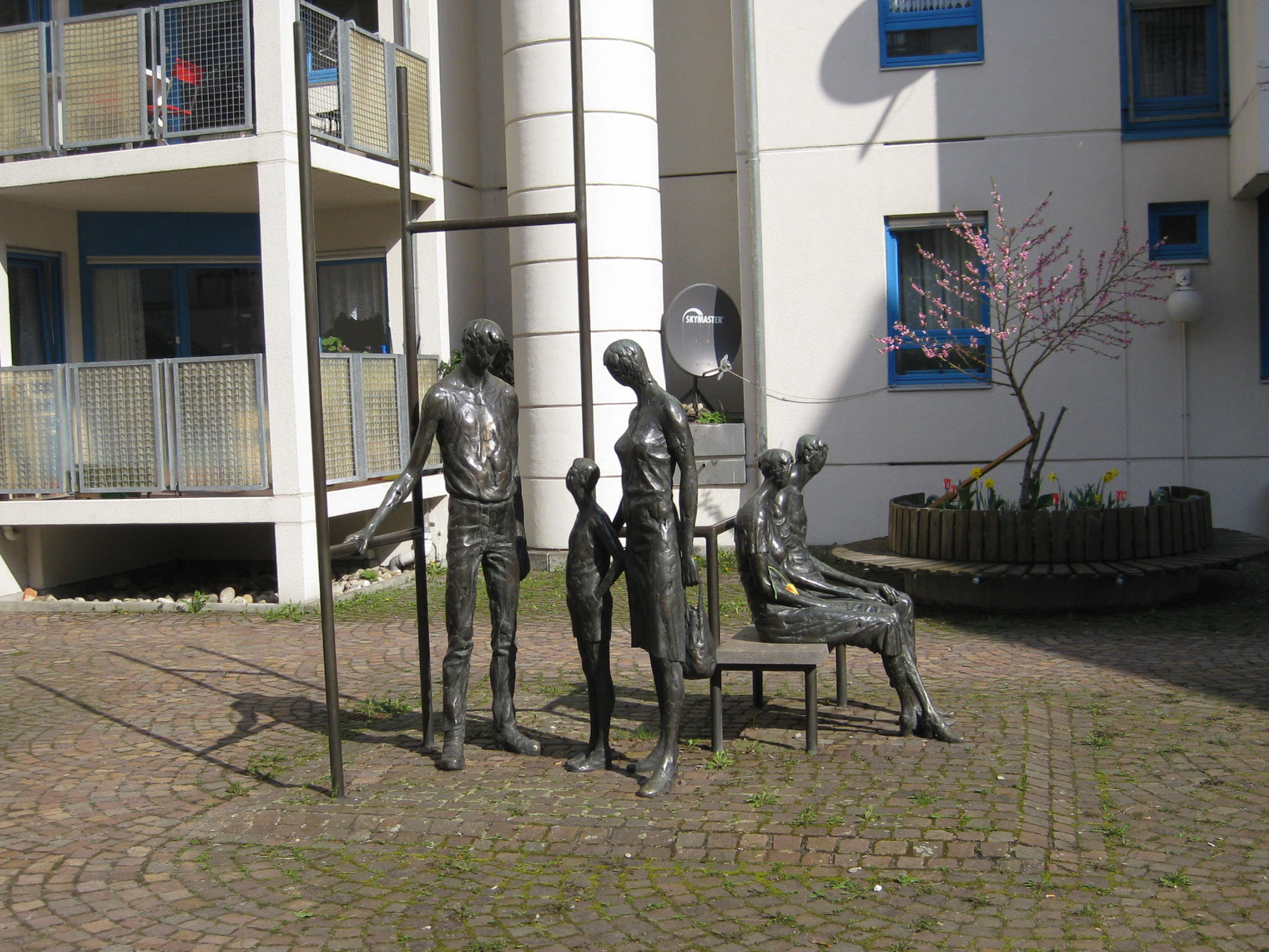
Familie 1985
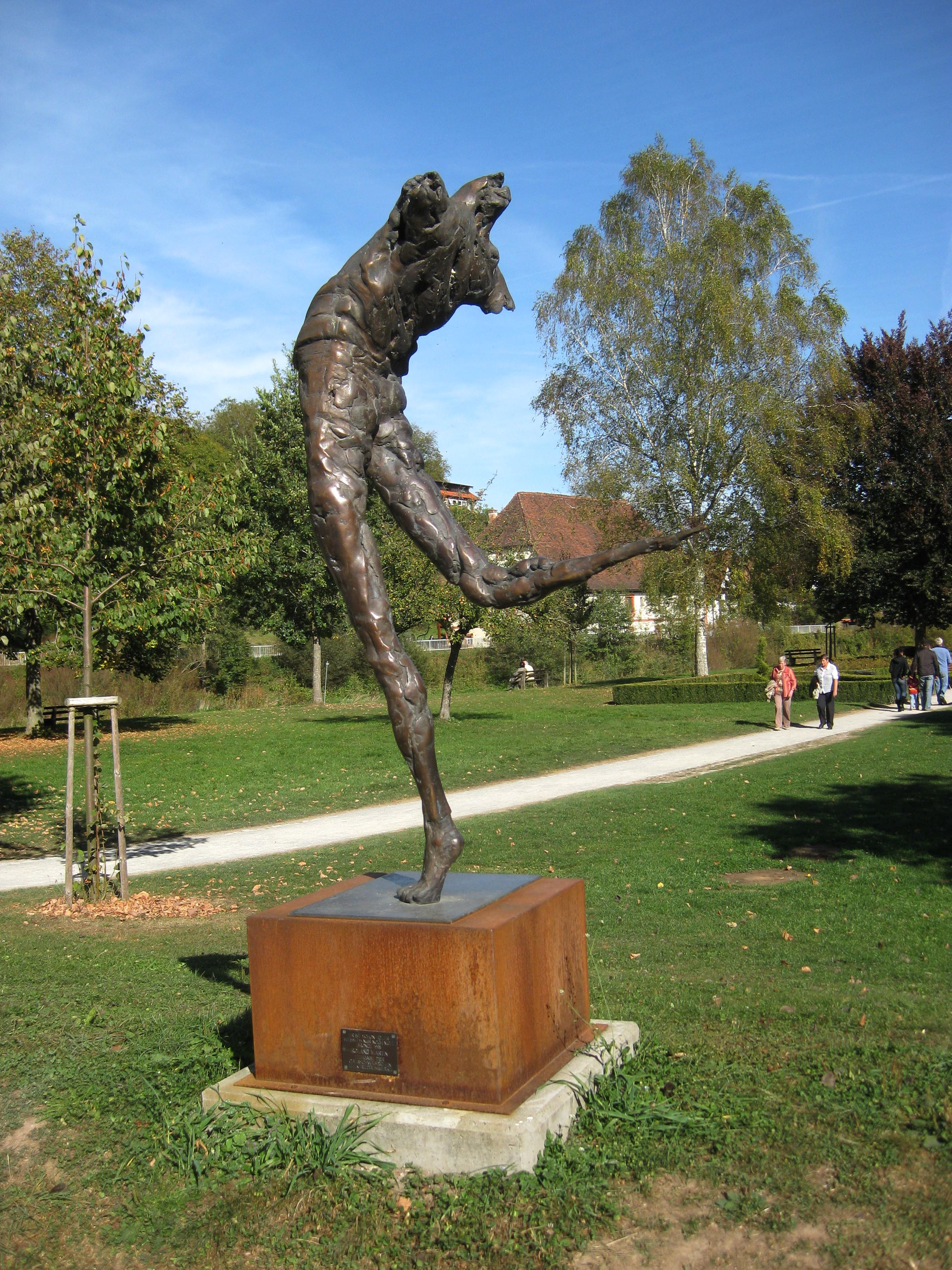
Er ist schon tot, weiß es nur noch nicht 1995
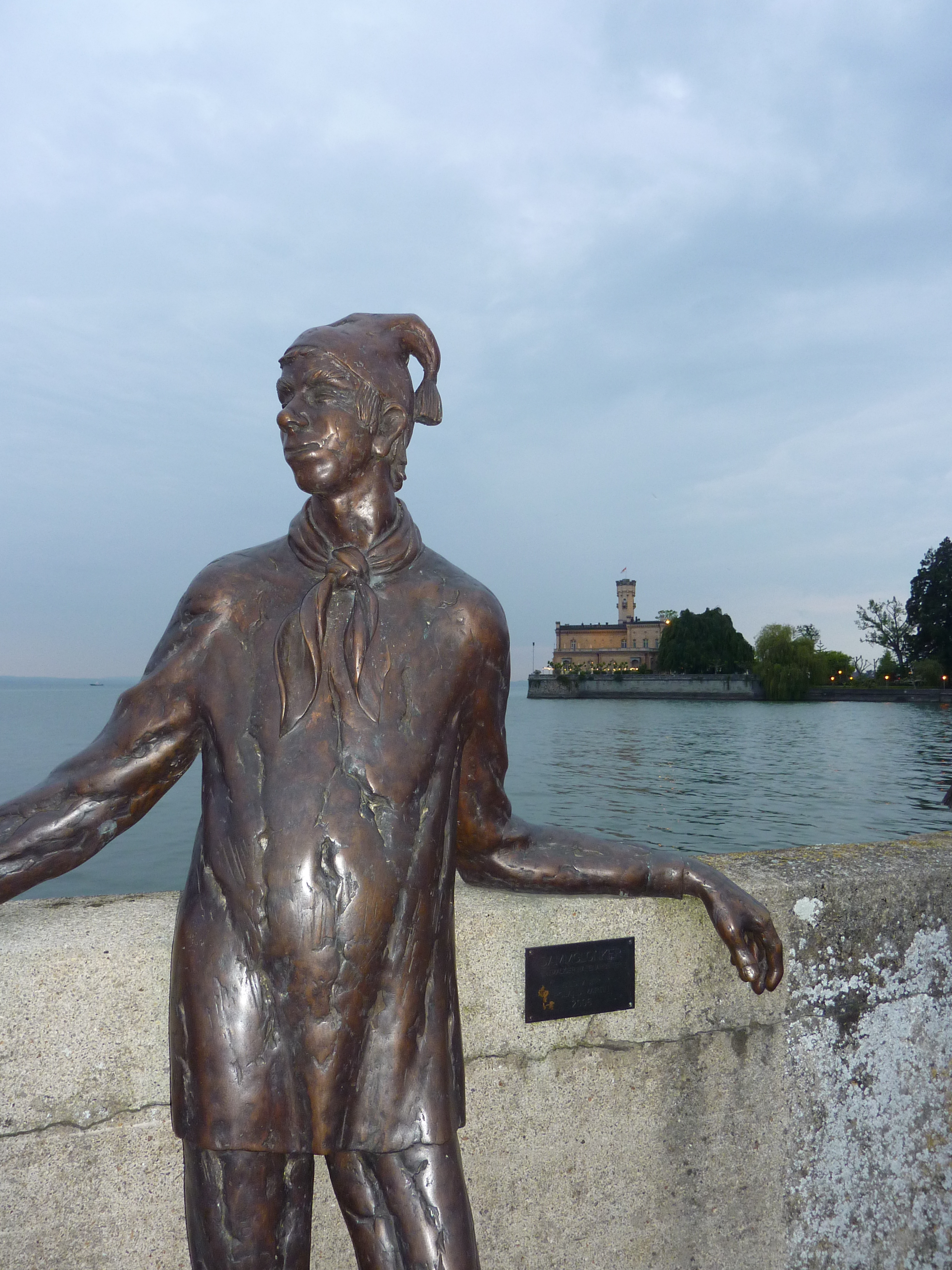
Dammglonker 2006